# Sophrops similis
Sophrops similis är en skalbaggsart som beskrevs av Gilbert John Arrow 1946. Sophrops similis ingår i släktet Sophrops och familjen Melolonthidae. Inga underarter finns listade i Catalogue of Life.